# Diecéze Uíje
Diecéze Uíje je diecéze římskokatolické církve, nacházející se v Angole.

## Území
Diecéze zahrnuje provincii Uíge.
Biskupským sídlem je město Uíje, kde se nachází hlavní chrám – katedrála Neposkvrněného početí Panny Marie.
Rozděluje se do 22 farností. K roku 2017 měla 981 000 věřících, 43 diecézních kněží, 23 řeholních kněží, 46 řeholníků a 80 řeholnic.

## Historie
Dne 14. března 1967 byla bulou Apostolico officio papeže Pavla VI. vytvořena z části území arcidiecéze Luanda diecéze Carmona e São Salvador.
Dne 16. května 1979 byla diecéze dekretem Cum Excellentissimus Kongregace pro evangelizaci národů přejmenována na Uíje.
Dne 7. listopadu 1984 byla z části jejího území vytvořena diecéze Mbanza Congo.

## Seznam biskupů
- José Francisco Moreira dos Santos, O.F.M. Cap. (1967–2008)
- Emílio Sumbelelo (2008–2019)
  - sede vacante (od 2019)